# Monofenestrata
Los monofestrados (Monofenestrata) son un clado extinto de pterosaurios que incluye al género Darwinopterus (junto al resto de la familia Wukongopteridae) y al grupo Pterodactyliformes. Su nombre en latín significa "una fenestra" debido a que, a diferencia de los arcosaurios basales y los primeros pterosaurios ("ranforrincoideos"), no tenían diferenciada una abertura craneal o fenestra enfrente de la cuenca ocular, ya que esta se fusiona con la abertura nasal, aparentemente para aligerar el peso del cráneo. Los más antiguos fósiles de monofenestrados se han hallado en la Formación Stonesfield Slate del Reino Unido, la cual data de la época del Bathoniense del Jurásico Medio, datando de hace cerca de 166 millones de años.